# Шамлуг
Шамлу́г (арм. Շամլուղ) — село (до ноября 2017 года, посёлок городского типа) на северо-востоке Лорийской области Армении. Ранее входил в состав Туманянского района Армянской ССР.
Мэром является Лендруш Бежанян (c 2002 года).

## География
Расположен на левом берегу реки Ахтала, левого притока реки Дебед, на Вирахайоцском хребте, на расстоянии 203 км от Еревана, 24 км от города Алаверди и 8 км от железнодорожной станции Ахтала.

## История
Шамлуг был основан как промышленный поселок в 1770 году греческими горняками, приглашенными в Лори грузинским царем Ираклием II и обосновавшимися в Ахтале.
В 1801 году Лори вместе с грузинскими провинциями Картли и Кахети была присоединена к Российской империи и стала частью Грузинской губернии. В 1880 году село Шамлуг вошло в состав Борчалинского уезда Тифлисской губернии. Между 1887 и 1914 годами медный рудник Шамлуг и рудник Ахтала эксплуатировались Французской Компанией Шахты д'Ахтала.
После советизации Армении регион Лори, в том числе и поселок Шамлуг были окончательно заняты Красной Армией и переданы Советской Армении. Шамлуг как сельский поселок вошел в состав Алавердинского района Армянской ССР. 1 октября 1938 года Шамлуг получил статус посёлка городского типа. 
Рудники Шамлуга и Ахталы в 1970-х годах были объединены в Алавердинский горно-металлургический комбинат. В 1989 году из-за экологического движения завод и шахты были закрыты. Началась эмиграция населения, к которой добавилась миграция местных греков в Грецию в 1990-х годах.
В 1996 году Шамлугу присвоен статус города. Однако после административных реформ в ноябре 2017 года Шамлуг потерял статус городской общины и превратился в село в составе общины Ахтала.

## Культура
Рядом с Шамлугом, примерно в 3 км к югу от села, сохранились кладбище X - XIII веков, а также комплекс хачкаров XIII века. В деревне находится греческая часовня святого Георгия, открытая в 1909 году и отреставрированная в 1970-х годах.
Шамлуг в настоящее время обслуживается культурным центром и публичной библиотекой.

## Транспорт
Шамлуг расположен недалеко от границы с Грузией, в 7 км к западу от автомагистрали Ванадзор-Тбилиси (автомагистраль М-6 в Армении). Он связан с близлежащими деревнями устаревшими региональными дорогами, которые не ремонтировались с момента распада Советского Союза. По состоянию на 2017 год внутренние улицы поселка также находятся в очень плохом состоянии.

## Экономика
Экономика села в основном основана на горнодобывающем комбинате, принадлежащем армянской горнодобывающей компании «Металл Принц». На медном заводе работает около 10% населения.
Значительная часть жителей Шамлуга занимается сельским хозяйством и животноводством. Есть запасы глины, которые используются в промышленных целях.

## Образование
В Шамлуге есть общеобразовательная школа и детский сад. Оба здания устарели и не ремонтировались, так как были построены в советское время.

## Население
В городе проживали в основном греки, однако в настоящее время в нем проживают преимущественно армяне.
Динамика населения показана в таблице.
| Год       | 2001 | 2004 | 2005 | 2006 | 2007 | 2008 |
| Население | 882  | 800  | 800  | 800  | 800  | 800  |

## Уроженцы
Мехтиев, Борис Мехтиевич.(5 мая 1919 — 3 марта 1993) — подполковник Советской Армии, участник Великой Отечественной войны, руководитель сопротивления в советских лагерях.